# Onch'ŏn-gun
Onch'ŏn-gun (koreanska: 온천군) är en kommun i Nordkorea.   Den ligger i provinsen Södra P'yŏngan, i den sydvästra delen av landet, 50 km väster om huvudstaden Pyongyang.